# Emesis sinuatus
Emesis sinuatus is een vlindersoort uit de familie van de prachtvlinders (Riodinidae), onderfamilie Riodininae.
Emesis sinuatus werd in 1877 beschreven door Hewitson.